# Lispe tarsocilica
Lispe tarsocilica este o specie de muște din genul Lispe, familia Muscidae, descrisă de Xue și Zhang în anul 2005. Conform Catalogue of Life specia Lispe tarsocilica nu are subspecii cunoscute.